# Ogniesław Stepanowicz

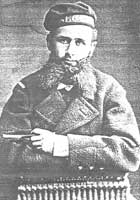
Ogniesław Stepanowicz

Ogniesław Kostowicz Stepanowicz (ser. Огњеслав Костовић Степановић/Ognjeslav Kostović Stepanović, ros. Огнеслав Степанович Костович) (ur. 1851 zm. 1916) – rosyjski wynalazca i naukowiec pochodzenia serbskiego. 
Do jego najważniejszych wynalazków należą sterowiec (na 20 lat przed von Zeppelinem) i pierwszy opatentowany plastik -"arborit".